# Joan Rocamora i Cuatrecasas
Joan Rocamora i Cuatrecasas (Barcelona, 1914 - Buenos Aires, 23 de març de 2003) fou un metge català.

## Biografia
Estudià medicina a la Universitat de Barcelona i milità a Esquerra Republicana de Catalunya. Quan esclatà la guerra civil espanyola fou voluntari al desembarcament de Mallorca i al front d'Aragó, on formà part de les Milícies Pirinenques.
Quan acabà la guerra s'exilià a l'Argentina, on hi treballà com a metge radiòleg i publicà treballs científics sobre aquesta especialitat i sobre reumatologia. També fou president del Casal de Catalunya de Buenos Aires i també dirigí la revista Catalunya del 1954 al 1965. Fou editor del Llibre blanc de Catalunya de 1958, on col·laborà un grup molt significatiu d'intel·lectuals catalans exiliats per tal de denunciar l'opressió del franquisme a Catalunya. El 1984 va rebre la Creu de Sant Jordi de la Generalitat de Catalunya.

## Obres
- El Casal de Catalunya a Buenos Aires (1991)
- Catalans a l'Argentina
- Records d'un exiliat a Amèrica (1995)